# Heidi Ruud Ellingsen
Heidi Ruud Ellingsen (Nordland, 26 luglio 1985) è un'attrice, doppiatrice e conduttrice televisiva norvegese.

## Biografia
Dopo aver ricevuto una formazione alla Bårdar Akademiet di Oslo, nel 2008 Heidi Ruud Ellingsen ha vinto il talent show televisivo di NRK1 Drømmerollen, ottenendo quindi il ruolo di Kathy Selden nel musical Singin' in the Rain.
In seguito ha recitato in numerosi spettacoli teatrali, come Mary Poppins, Tonje Glimmerdal, Flashdance e nel ruolo di Solveig in Peer Gynt. Tra il 2015 e il 2018 ha vinto due Musikkteaterprisen per il suo lavoro a teatro. Dal 2012 al 2013 ha interpretato il personaggio di Oda nella serie Hjem. È comparsa anche nella serie svedese-americana della HBO 100 Code. A marzo 2019 ha condotto il Melodi Grand Prix 2019.

## Vita privata
Nel 2016 ha avuto un figlio dall'attore Mads Ousdal.

## Filmografia

### Televisione
- Hjem – serie TV, 13 episodi (2012-2013)
- 100 Code - serie TV, 1 episodio (2015)